# Aleksandr Ivanovič Marinesko
Aleksandr Ivanovič Marinesko (in russo Александр Иванович Маринеско?) (Odessa, 15 gennaio 1913 – Leningrado, 25 novembre 1963) è stato un militare sovietico, distintosi come comandante di sommergibili durante la seconda guerra mondiale venne insignito del titolo di Eroe dell'Unione Sovietica e dell'Ordine della Bandiera rossa.

## Biografia

### Gioventù e l'attività marinara
Nacque a Odessa il 15 gennaio 1913, figlio di Ion Marinescu, un marinaio rumeno fuggito in Russia per aver picchiato un ufficiale, e di una donna ucraina. Dopo aver militato nella marina mercantile, entrò in quella militare assegnato alla Flotta del Mar Nero, divenendo guardiamarina nel marzo 1936, e sottotenente di vascello nel novembre 1938. Nonostante un carattere difficile e controverso fu trasferito alla Flotta del Baltico imbarcato sul sommergibile SHCH-306 divenendo poi vicecomandante del sommergibile L-1, e comandante del sommergibile costiero M-96 allora in fase di allestimento. L'unità entrò in servizio verso la metà del 1940 ed egli, promosso tenente di vascello nel corso dell'anno, dimostrò subito notevoli doti tecniche e di comando, rovinate agli occhi dei suoi superiori dai problemi di alcolismo e dalle frequentazioni femminili a terra. Sotto il suo comando l'M-96 si fece notare presso il Comando sommergibili del Baltico per il grado di addestramento raggiunto.

### La seconda guerra mondiale

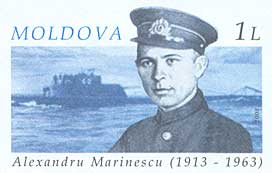
Il capitano di corvetta Aleksandr Ivanovič Marinesko e un sommergibile della classe Stalinets in un francobollo emesso dalla Moldavia.

Dopo l'attacco tedesco all'Unione Sovietica del giugno 1941, il sommergibile rimase bloccato a Leningrado e fu danneggiato durante un bombardamento aereo il 12 febbraio 1942. Al termine delle riparazioni l'M-96 prese il mare nel maggio 1942, e il 14 agosto affondò il piroscafo finlandese Helen da 1.850 tsl., e nell'ottobre successivo partecipò ad uno sbarco di commando nella baia di Narva, dietro le linee tedesche, per catturare una delle macchine cifranti Enigma.
Nel mese di novembre, promosso capitano di corvetta, fu trasferito al comando del sommergibile S-13 su cui, dopo un periodo in cantiere a Kronštadt per alcuni lavori di ammodernamento, prese il mare verso la metà del 1943.
Il 31 dicembre 1944 il Comando della Flotta di Kronštadt emanò l'ordine a tutti i sommergibili di tenersi pronti ad appoggiare la grande offensiva che l'Armata Rossa avrebbe lanciato entro poco tempo. Dopo aver preso una colossale ubriacatura scomparve per ben tre giorni, e fu rintracciato dall'NKVD in compagnia di una cittadina svedese, venendo quindi accusato di collaborazionismo e sospettato di spionaggio. Deferito alla Corte marziale fu momentaneamente salvato dall'intervento del viceammiraglio Vladimir Filippovič Tribuc, comandante in capo della Flotta del Baltico, e dalle testimonianze rilasciate in suo favore dal molti membri del suo equipaggio. L'S-13 salpò dal porto di Turku l'11 gennaio 1945, e il giorno dopo, 150 divisioni sovietiche lanciarono un attacco su un fronte di 1.200 km, dal Baltico al Danubio che sfondò le difese tedesche in molti punti, dando inizio ad una precipitosa ritirata. Nelle regioni baltiche oltre 2.500.000 di persone affluirono nel golfo di Danzica, concentrandosi in particolare nei porti di Königsberg, Pillau, Danzica e Gotenhafen. Il 21 dello stesso mese il Grande ammiraglio Karl Dönitz diede il via all'Operazione Annibale.

### L'affondamento della Wilhelm Gustloff

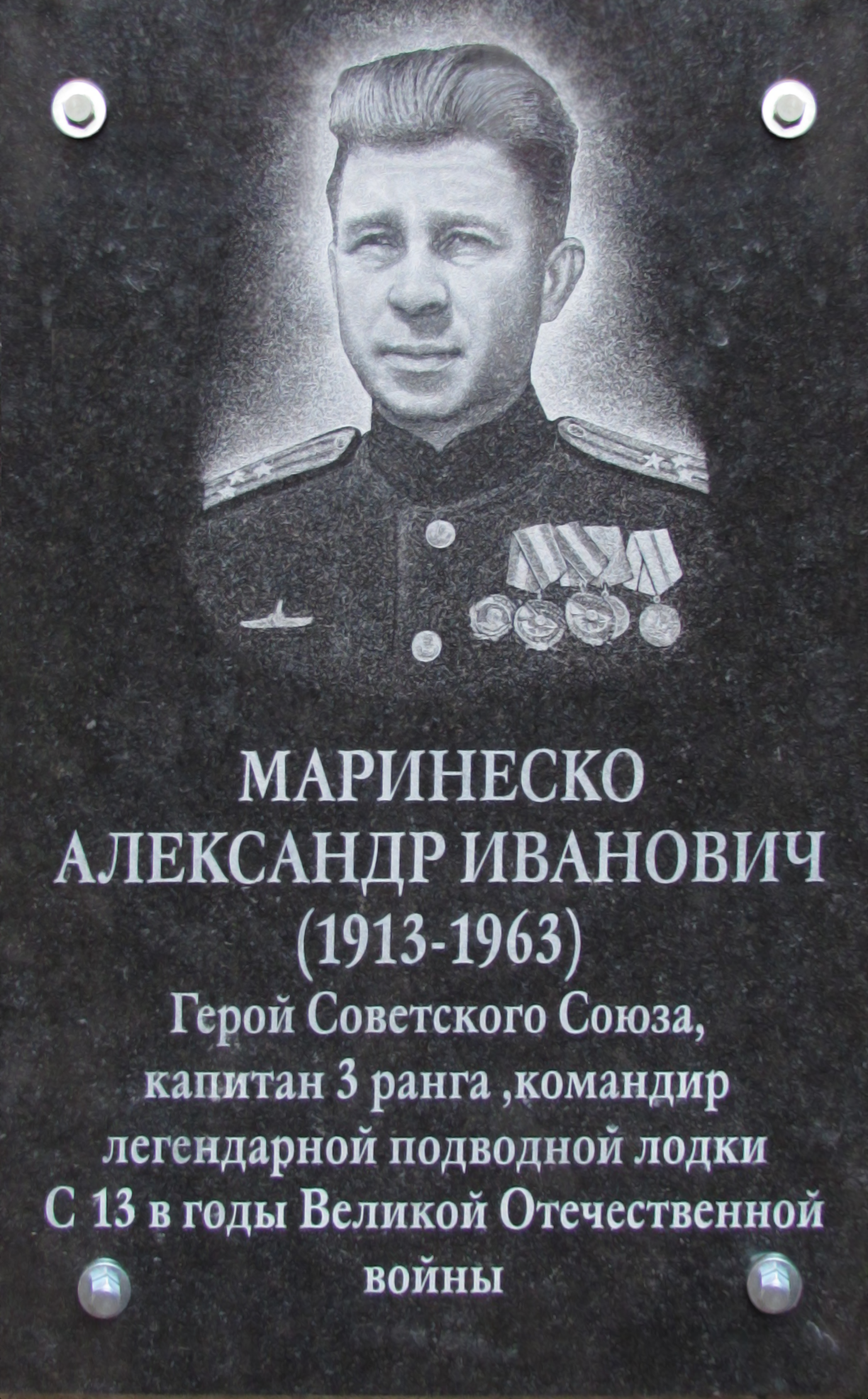
Targa commemorativa di Marinesko a Mosca.

Posizionatosi con l''S-13 nelle vicinanze di Kolberg già il giorno 13, il sommergibile fu attaccato più volte da torpediniere tedesche, ma il giorno 30 affondò con quattro siluri la nave passeggeri Wilhelm Gustloff da 19.350 tsl, che trasportava all'incirca 10.582 persone tra cui 918 ufficiali e marinai della 2ª Divisione Addestramento Sommergibili di Gotenhafen. Le vittime furono 9.343, e sulla via del rientro il sommergibile affondò anche il mercantile tedesco General Von Steuben da 13.300 tsl causando la morte di altre 3.640 persone. Arrivato alla base di Turku egli rivendicò erroneamente l'affondamento dell'incrociatore leggero Emden, e fu solo verso la fine del mese di febbraio che divenne chiaro al Comando della Flotta Sovietica del Baltico che egli aveva affondato una nave passeggeri. Decorato con l'Ordine della Bandiera rossa riprese il mare il 20 aprile, ma anche se gli era stata assegnata una zona ad alto traffico marittimo non condusse alcun attacco, rientrando a Turku alla fine del mese di maggio. Il comando della sua Divisione navale inviò subito al comando della Flotta del Baltico un pesante rapporto contro di lui, accusandolo di bere in servizio e di non avere compiuto il proprio dovere. Trasferito ai servizi a terra nel mese di settembre, riprese a bere e nel novembre successivo fu costretto alle dimissioni forzate.

### Dopo la guerra e la morte
Trovato lavoro ed alloggio presso l'Istituto per la Trasfusione del Sangue di Leningrado, nel corso del 1948 fu arrestato con l'accusa di aver dilapidato beni del popolo socialista e condannato a tre anni di prigione che scontò nel gulag di Kolyma, in Siberia. Scontata la pena, tornò in libertà e visse in estrema povertà. Ammalatosi di un tumore alla gola, si spense a Leningrado il 25 novembre 1963 e fu sepolto nel cimitero Bogoslovskoe.
Nel 1990, in occasione del 45º Anniversario della vittoria in Europa, il Presidente dell'URSS Michail Gorbačëv lo insigni, a titolo postumo, del titolo di eroe dell'Unione Sovietica e gli fu intitolata una via di San Pietroburgo. In seguito anche il Museo dei sommergibili, della città ricevette il suo nome, e monumenti gli furono eretti a Kaliningrad, Kronštadt, e Odessa.

## Riferimenti culturali
- Egli è uno dei personaggi più importanti del romanzo Il passo del gambero (2002) dell'autore tedesco Günter Grass, che descrive in dettaglio l'affondamento della Wilhelm Gustloff.

### Annotazioni
1. ↑  In Russia cambiò il suo nome da Ion Marinescu a Ivan Marinesko.
2. ↑  Una unità della Classe Malyutka, serie M.III, da 206/258 tonnellate, armata con un cannone da 45 mm e due tubi lanciasiluri da 533 mm, con 18 uomini d'equipaggio.
3. ↑  Gli fu dato, come segno distintivo, un orologio d'oro.
4. ↑  La frequentazione dei bordelli di Leningrado gli valse la cancellazione dagli elenchi dei candidati ad entrare nel PCUS, fattore essenziale per il proseguimento della carriera militare.
5. ↑  Il previsto trasferimento dell'unità nel Mar Caspio per servire come unità addestrativa non poté aver mai luogo.
6. ↑  A causa della forzata inattività riprese a bere, e questo fatto causò l'apertura di un fascicolo su di lui da parte dell'NKVD.
7. ↑  Una unità della Classe Stalinets, serie M.III, da 840/1.100 tonnellate, lunga 77,8 m, armata con un cannone da 100/60 mm e sei tubi lanciasiluri da 533 mm, con 50 uomini d'equipaggio.
8. ↑  Si trattava di Prussia orientale, Pomerania Orientale e Curlandia.
9. ↑  Secondo la testimonianza di Heinz Schon, imbarcato sulla nave in qualità di assistente del commissario di bordo.
10. ↑  L'unità era salpata da Pillau carica di soldati e di feriti.
11. ↑  Gli fu rifiutata la concessione del titolo di Eroe dell'Unione Sovietica per i problemi di alcolismo.
12. ↑  Dopo un pesante litigio con il comandante della Divisione Sommergibili fu giudicato inadatto al comando di unità navali.

### Fonti
1. 1 2 3 4  Mazza 2009, p. 49.
2. ↑  Polmar, Noot 1991, p. 101.
3. ↑  Polmar, Noot 1991, p. 80.
4. ↑  Polmar, Noot 1991, p. 96.
5. ↑  Polmar, Noot 1991, p. 100.
6. 1 2 3 4  Mazza 2009, p. 50.
7. 1 2  Mazza 2009, p. 51.
8. 1 2 3 4 5  Mazza 2009, p. 52.
9. ↑  Mazza 2009, p. 56.
10. ↑  Mazza 2009, p. 57.
11. 1 2 3 4 5 6  Mazza 2009, p. 58.
12. ↑  Charles W. Koburger, Steel Ships, Iron Crosses, and Refugees, Praeger Publishers, New York, 1989, p.7. Secondo l'autore Charles W.Koburger also notes that other equally reliable sources put the total embarked at 3,300.
13. ↑  Translation of Marinesko page from www.warheroes.ru
14. ↑  St. Petersburg Submarine Museum, А.I. Marineskо Museum of Submarine Forces website.